# Escoles de Raïmat
Escoles de Raïmat és un edifici de Raimat, al municipi de Lleida, inclòs a l'Inventari del Patrimoni Arquitectònic de Catalunya.

## Descripció
Vil·la amb tipologia de masia catalana, diferent de les cases de la comarca. Les obertures són més abundants i es rematen a les golfes amb un seguit de petites finestres. Els espais buits i plens són el resultat d'una recerca molt aprofundida a la façana. Destaca l'atri d'entrada sota el balcó i en maó. Estudi detallat dels elements decoratius en tota la vil·la. Parets de càrrega.

## Història
Joan Rubió dissenyà la colònia menestral i industrial de Raïmat de forma d'estrella, convergent a un centre, on hi ha l'església i l'edifici escolar. Aquest, però, no el dissenyà Rubió.